# Climacium
Climacium là một chi rêu trong họ Climaciaceae.